# Volksduitse Beweging
De Volksduitse Beweging (Duits: Volksdeutsche Bewegung) was een nationaalsocialistische partij in Luxemburg tijdens de Tweede Wereldoorlog. De leider van de partij was Damian Kratzenberg, een gymnasiumleraar uit Diekirch.
Na de invasie door nazi-Duitsland in 1940 werd de Volksduitse Beweging de enige toegestane partij. De slogan van de partij Heim ins Reich (Thuis tot het Rijk) maakte duidelijk dat het doel van de partij was om Luxemburg bij Duitsland te voegen. Luxemburg werd ook daadwerkelijk bij Duitsland gevoegd in 1942 en werd onderdeel van de rijksgouw Moselland. Sommigen leden van de partij werden ook lid van de NSDAP. Op het hoogtepunt had de partij was 84.000 leden, maar dit was vooral omdat men zonder lidmaatschap moeilijk aan een baan kwam.
Na de bevrijding van Luxemburg in september 1944 werd de partij opgeheven. In 1946 werd Damian Kratzenberg geëxecuteerd.